# 1992 en Algérie
Chronologie de l’Algérie
- 1988
- 1989
- 1990
- 1991
- 1992
- 1993
- 1994
- 1995
- 1996

Cet article présente les faits marquants de l'année 1992 en Algérie ou relatifs à l'Algérie; datation selon le calendrier grégorien.

## Événements
- Événements de janvier 1992 en Algérie
- 3 janvier : manifestation de 300 000 personnes à Alger à l'appel du FFS pour « sauver la démocratie » face à la possible victoire du FIS et à la possibilité d'un putsch militaire.
- 11 janvier : Le président Chadli, lors d'une intervention télévisée annonce sa démission de la présidence de la république, ainsi que la dissolution du parlement. Le second tour des législatives est reporté (il n'aura en fait jamais lieu). Des unités blindées se déploient dans l’ensemble des grandes villes du pays. Dans une allocution télévisée, le président Chadli Bendjedid annonce sa démission, ainsi que la dissolution de l’Assemblée nationale populaire. Cette décision instaure un vide constitutionnel dans le pays. Début officiel de la « Décennie noire », guerre civile qui causera la mort de centaines de milliers de personnes.
- 14 janvier : le Haut conseil de sécurité (organe gouvernemental), réunissant les généraux de l'ANP, décide d’instaurer un Haut Comité d'État à la suite de la démission du président Chadli. Il comblera le vide institutionnel constaté après la démission du président et la dissolution du parlement. Mohamed Boudiaf, opposant politique en exil, est rappelé par les militaires pour assurer la présidence du HCE.
- 19 janvier : premier attentat contre les forces de sécurité dans l'algérois. 1 militaire et 2 gendarmes tués.
- 20 janvier : loi interdisant les rassemblements autour des lieux de culte. Affrontements sanglants autour des mosquées sur l’ensemble du territoire national. L'armée tire sur la foule en plusieurs points du pays, faisant une centaine de morts.
- 22 janvier : 15 000 militants du Front islamique du salut (FIS), dont de nombreux élus, sont arrêtés par les services de sécurité. Des mesures sont prises les jours et semaines suivantes contre les rassemblements et propagandes islamistes, accentuant les émeutes et la violence répressive du régime militaire.
- 8 février : soulèvement populaire de la cité de Batna dénonçant la répression du mouvement islamiste. Les forces de l'ordre et l'armée encerclent la ville et ouvrent le feu sur les émeutiers. Près de 50 personnes sont tuées et plus d'une centaine blessées.
- 9 février : l'état d'urgence est décrété pour 12 mois.
- 10 - 16 février : Série d'attaques de groupes armés visant les forces de sécurité : 7 policiers, 2 gendarmes et 10 militaires tués.
- 22 février : gouvernement de Sid Ahmed Ghozali II[1],[2]
- 4 mars : dissolution du Front Islamique du Salut par la Cour Suprême d'Alger.
- 21 - 22 mai : premières opérations de ratissage de l'armée contre les maquis à Lakhdaria. 1 500 militaires sont mobilisés.
- Juin : Création du Groupe Islamique Armé. L'organisation se lance dans une guerre totale contre les forces de sécurité et, plus globalement, contre la population algérienne, soupçonnée de soutenir l'État. Le GIA sera l’auteur de terribles massacres contre les civils durant la décennie noire.
- 29 juin : assassinat de Mohamed Boudiaf par un membre du GIS, unité d’élite de la gendarmerie[3].
- 26 août : attentat à la bombe à l'aéroport d'Alger : 9 morts et 123 blessés.
- 30 septembre : le gouvernement militaire algérien publie un décret législatif sur la lutte contre la subversion et le terrorisme. Renforcement des pouvoirs des services de sécurité, instauration de camps de détention dans le sud du pays, création de cours de justice antiterroristes.
- 5 décembre : instauration du couvre feu dans la wilaya d'Alger.

## Sports
- Algérie aux Jeux olympiques d'été de 1992
- Algérie aux Jeux olympiques d'hiver de 1992

### Basket-ball
- Coupe d'Algérie de basket-ball 1991-1992
- Coupe d'Algérie de basket-ball 1992-1993

### Football
- Équipe d'Algérie de football en 1992
- Coupe de la Ligue d'Algérie de football 1991-1992
- Championnat d'Algérie de football 1991-1992
- Championnat d'Algérie de football 1992-1993
- Championnat d'Algérie de football de deuxième division 1991-1992
- Championnat d'Algérie de football de deuxième division 1992-1993
- Coupe d'Algérie de football 1991-1992
- Saison 1992-1993 de l'USM Blida

## Culture

### Cinéma
- Un vampire au paradis, film français réalisé par Abdelkrim Bahloul et sorti en 1992.

## Naissances en 1992
- Naissance en Algérie en 1992

## Décès en 1992
- Décès en Algérie en 1992